# Nordpivi
Nordpivi (Contopus cooperi) är en fågel i familjen tyranner inom ordningen tättingar. Den häckar i norra och västra Nordamerika och övervintrar från Mexiko söderut till Sydamerika.

## Utseende och läten

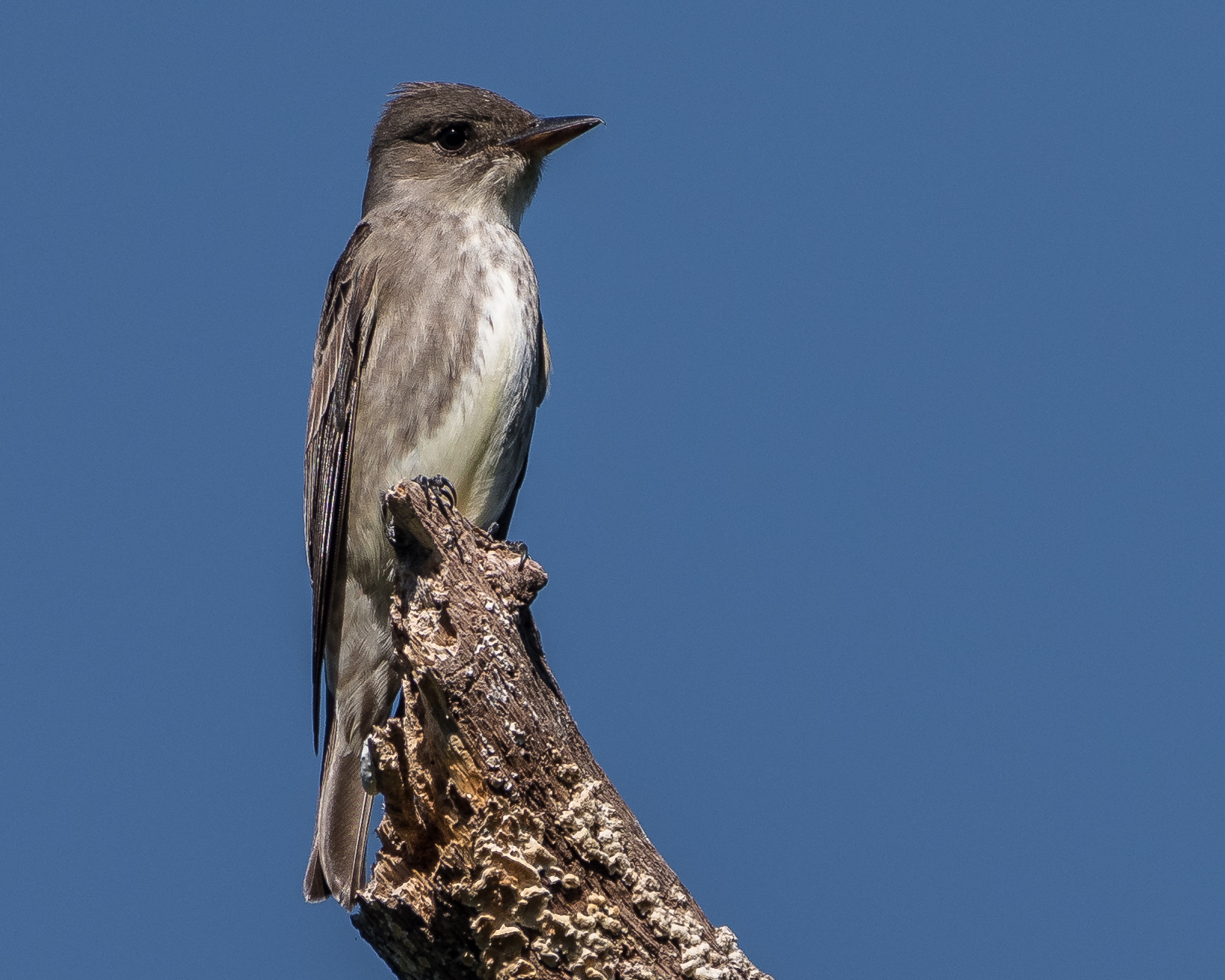

Nordpivin är en stor (18–20 cm) och satt tyrann med stort huvud, kort stjärt, spetsigt huvud och spetsiga vingar. Fjäderdräkten är gråbrun med svaga dubbla vingband. Det mörka på huvudet och flankerna kontrasterar tydligt med vit strupe och buk. Sången är vass och genomträngande, i engelsk litteratur återgiven "whip WEEDEEER" eller som ramsan "quick, three beers". Lätet är ett hårt men lågt "pep pep pep".

## Utbredning och systematik
Fågeln häckar i tempererade delarna av Nordamerika, närmare bestämt från Alaska tvärs över Kanada, söderut i väster till Kalifornien, Arizona och New Mexico, i öster i Adirondacks och New England söderut till Appalacherna. Vintertid flyttar den till Central- och Sydamerika, från västra och södra Mexiko, genom Colombia och Venezuela och söderut till nordvästra Bolivia. Den förekommer då även lokalt i Guyanaregionen, södra Amazonområdet och sydöstra Brasilien. Tillfälligt har den påträffats på Grönland.

Nordpivin är den nordamerikanska tyrann som flyttar längst. Orange betecknar häckningsområde, blått övervintringsområde och gult förekomst under flyttningen.

## Levnadssätt
Nordpivin häckar i boreala skogar. Där ses den enstaka sittande på högsta tillgängliga utkiksplats, varifrån den göra utfall mot flygande insekter. Den häckar från slutet av maj till augusti.

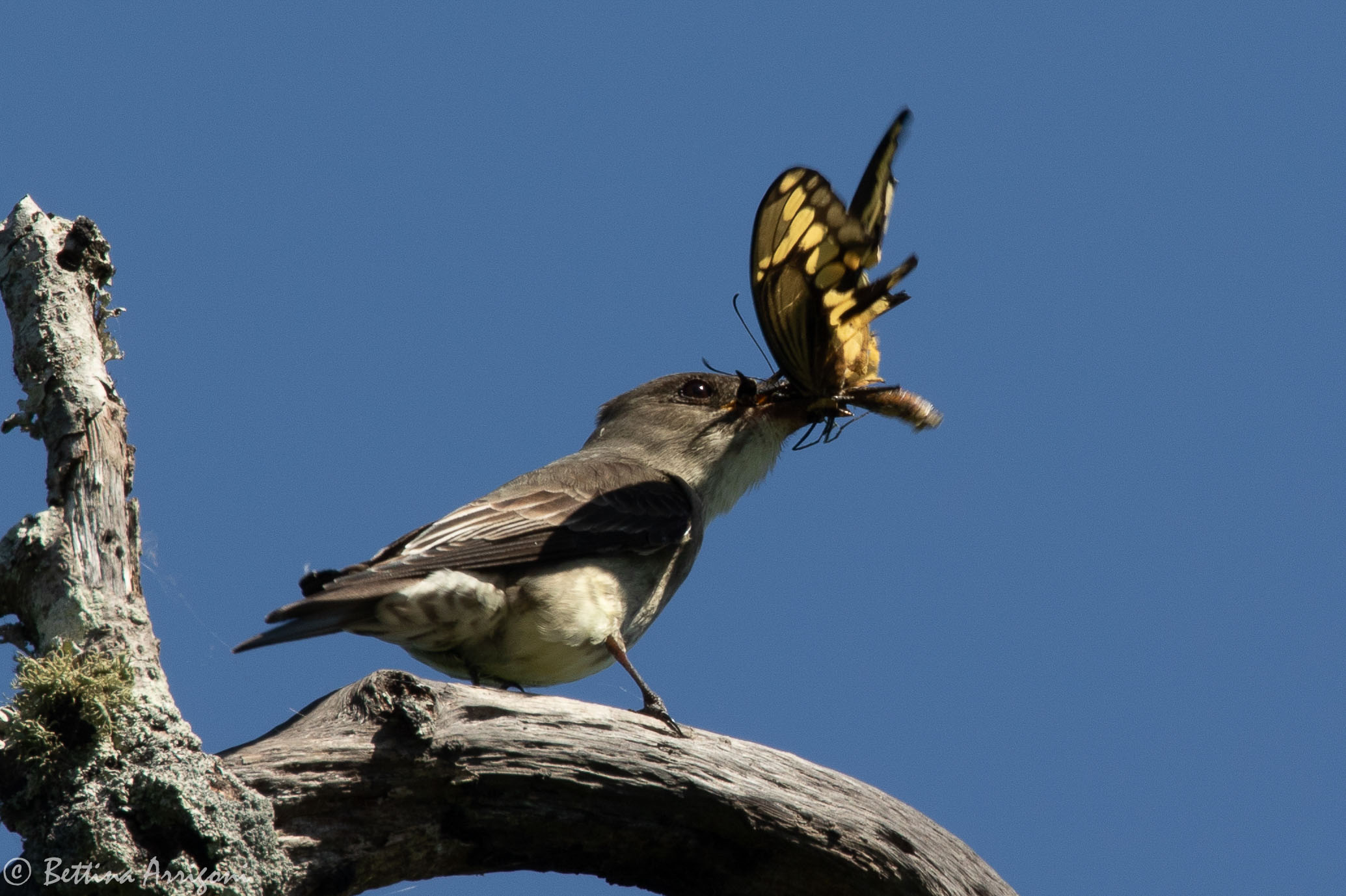
Nordpivi med nyfångad fjäril.

## Status
Nordpivin har ett stort utbredningsområde men tros minska relativt kraftigt i antal, så pass att internationella naturvårdsunionen IUCN kategoriserar den som nära hotad.

## Namn
Fågelns vetenskapliga artnamn hedrar William Cooper (1798-1864), amerikansk zoolog och grundande medlem av Lyceum of Natural History i New York.